# احمد الملیفی
احمد الملیفی (عربی: أحمد المليفي؛ زادهٔ ۲۰ ژوئن ۱۹۵۶) با نام کامل احمد عبدالمحسن ترکی الملیفی یک سیاستمدار اهل کویت است. وی وزیر سابق در دولت کویت بوده‌است، وی فارغ‌التحصیل حقوق از دانشگاه کویت دانشکده حقوق و شریعت در سال ۱۹۸۱ است، وی همچنین در سال ۱۹۸۴ موفق به کسب لیسانس قانون از دانشگاه‌های ایالات متحده گردید، وی بعد از آن توانست به دکترا در قانون دست پیدا کند، علاوه بر این وی یک وکیل و عضو مجلس امت در کویت از سال ۱۹۹۶ تا ۱۹۹۹ بوده‌است، او در انتخابات ۱۹۹۹ نتوانست پیروز شود اما در انتخابات سال ۲۰۰۳ میلادی و ۲۰۰۶ میلادی و ۲۰۰۸ میلادی توانست برنده شده و به مجلس مجدداً راه پیدا کند.

## تاریخچه فعالیتها
- ناظر اداره قانونی در دیوان کارمندان ۱۹۸۱ تا ۱۹۸۵
- ریاست قسمت قانونی در مجلس امت کویت ۱۹۸۵–۱۹۸۶.
- رئیس دفتر تحقیقات در بازار کویت در رابطه با اوراق بهادار ۱۹۸۶–۱۹۸۷
- وکیل ۱۹۸۷–۱۹۹۰
- وکیل و مدیر اداره قانونی در خزانه‌داری کویت ۱۹۹۰–۱۹۹۶
- عضو مجلس امت کویت در سال ۱۹۹۶ با بدست آوردن ۱۲۳۶ رای به عنوان نفر دوم
- رئیس کمیسیون قانونگذاری در مجلس امت در اولین دور برگزاری مجلس.
- رئیس کمیسون تحقیق در موضوع شیوع و گسترش مواد مخدر در مجلس امت ۱۹۹۶
- عضو کمیسیون قراردادهای مرکزی ۱۹۹۹–۲۰۰۱
- وکیل ۱۹۹۹–۲۰۰۳
- عضو مجلس امت کویت در سال ۲۰۰۳ با بدست آوردن ۲۱۹۰ رای به عنوان نفر اول
- عضو کمیسیون قانونگذاری مجلس امت در دوره قانونگذاری دهم و در سومین دور انعقاد و برگزاری مجلس
- رئیس کمیسیون حفاظت اموال عمومی در دوره قانونگذاری دهم در سومین دور انعقاد و برگزاری مجلس
- عضو کمیسیون خدمات عمومی در دوره قانونگذاری دهم در چهارمین دور انعقاد و برگزاری مجلس
- معاون شورای اداره جمعیت شفاف‌سازی در کویت ۲۰۰۵ تا امروز
- عضو مجلس امت با بدست آوردن ۵۱۶۰ رای به عنوان نفر دوم
- رئیس کمیسیون اموال عمومی در دوره قانونگذاری یازدهم در اولین دور انعقاد و برگزاری مجلس
- کمیسیون امور قانونگذاری و قانونی و حقوقی در دوره یازدهم قانونگذاری در اولین دور انعقاد و برگزاری مجلس
- عضو مجلس امت در سال ۲۰۰۸ با بدست آوردن ۶۹۴۸ رای به عنوان نفر ششم
- رئیس کمیسیون حفاظت اموال عمومی در دوره قانونگذاری دوازدهم در اولین دور انعقاد و برگزاری مجلس
- عضو کمیسیون قانونگذاری مجلس امت در دوره قانونگذاری دوازدهم در اولین دور انعقاد و برگزاری مجلس
- عضو کمیسیون حفاظت اموال عمومی در دوره قانونگذاری دوازدهم در دومین دور انعقاد و برگزاری مجلس
- وزیر دادگستری و وزیر آموزش و پرورش و آموزش عالی از ۱۳ دسامبر ۲۰۱۱